# 松原洋子
松原 洋子（まつばら ようこ、1958年 - ）は、日本の科学史家。学校法人立命館副総長、立命館大学副学長、立命館大学大学院先端総合学術研究科教授。専門は、科学史・医学史、生命倫理、科学技術社会論。

## 来歴
東京都生まれ。筑波大学第二学群生物学類卒業した後に、東京大学大学院理学系研究科修士課程を修了。その後、お茶の水女子大学人間文化研究科博士課程修了。お茶の水女子大学大学院助手、三菱化学生命科学研究所特別研究員、立命館大学産業社会学部教授を経て現職。

## 著書

### 共著
- 『優生学と人間社会 生命科学の世紀はどこへ向かうのか』（米本昌平、橳島次郎、市野川容孝と共著、講談社現代新書、2000年7月）
- 『生物の科学』（溝口元、新妻昭夫と共著、関東出版社、1991年1月）